# Emiel Pauwels
Emiel Pauwels (Bruges, 22 de desembre de 1918 - Bruges, 7 de gener de 2014) fou un atleta de salt d'alçada, llançament de disc i javelina flamenc, conegut per ser l'atleta més longeu del món al seguir competint fins als 95 anys.
Al novembre de 2013, quan va conèixer que una malaltia l'obligava a canviar de vida i deixar de competir, decidí acollir-se a l'eutanàsia, d'acord amb una llei Belga del 22 de setembre de 2002 per adults que hagin expressat la seva voluntat de morir en experimentar un patiment físic o psíquic que no es pugui alleujar.
Emiel es va acomiadar obrint les portes de casa seva els darrers dies de la seva vida, per tots aquells que van voler acomiadar-se d'ell, i celebrà una festa un dia abans de la seva mort rodejat dels seus estimats, entre ells el seu fill Eddy, i com una oda a la vida a on afirmà "sigueu feliços, com jo" i "ha estat la millor festa de la meva vida".

## Campionat Europeu de veterans indoor 2013
Del 19 al 24 de març de 2013 se celebraren a Sant Sebastià els Campionats Europeus de veterans d'Atletisme a on Emiel participà i guanyà la prova de 60m en categoria de majors de 90 anys amb el seu rival i company de prova el finlandès Ilmari Koppinen. També participà en les proves de 200, 400, 800 metres i llançament de javelina.

## Eutanasia a Bèlgica
El cas de Pauwels és poc representatiu dels motius d'eutanàsia que es donen a Bèlgica, segon país després d'Holanda que la va despenalitzar parcialment. Dels més de 1.000 que es fan anualment (l'1% de les morts) molt pocs són deguts a haver viscut el suficient i preferir marxar abans d'enfrontar-se a una malaltia sobrevinguda. La majoria corresponen a malalties molt greus, en fase terminal.